# Diédougou (Dioila)
Diédougou es una comuna del círculo de Dioila, región de Kulikoró, Mali. Su capital es Béléko Soba situada a 205 km de Bamako. Su población era de 39.021 habitantes en 2009.